# Hégésippe de Jérusalem
Pour les articles homonymes, voir Hégésippe.
Hégésippe (né vers 108 à Jérusalem et mort en 180) est un écrivain chrétien du IIe siècle dont l’histoire et les écrits nous sont principalement connus par ce qu’en rapporte Eusèbe de Césarée dans son Histoire ecclésiastique.

## Biographie
D’après Eusèbe, Hégésippe, après s’être converti au christianisme, serait venu à Rome à l’époque du pape Anicet et y serait demeuré durant une vingtaine d’années jusqu’à l’épiscopat d’Éleuthère.
C’est là qu’il écrivit les cinq livres de son Histoire de l'Église, établissant par écrit la tradition apostolique du christianisme primitif (ainsi qu’une liste des premiers évêques de Rome, reprise par Eusèbe mais cela est controversé).
C’est de cette source qu’Eusèbe tient des renseignements sur la famille de Jésus :

« Après le martyre de Jacques et la destruction de Jérusalem qui arriva en ce temps, on raconte que ceux des apôtres et des disciples du Seigneur qui étaient encore en ce monde vinrent de partout et se réunirent en un même lieu avec les parents du Sauveur selon la chair (dont la plupart existaient à cette époque). Ils tinrent conseil tous ensemble pour examiner qui serait jugé digne de la succession de Jacques, et ils décidèrent à l’unanimité que Siméon, fils de ce Clopas dont parle l’Évangile, était capable d’occuper le siège de cette église : il était, dit-on, cousin du Sauveur : Hégésippe raconte en effet que Clopas était le frère de Joseph. »

Hégésippe a été canonisé et est fêté le 7 avril selon le Martyrologe romain, et le calendrier ecclésiastique orthodoxe.

### Œuvre
- Hypomnèmata (Mémoires) (II° s.), trad. du grec Sébastien Morlet : Premiers écrits chrétiens, Gallimard, coll. "La Pléiade", 2016, p. 983-990.
- Source : Eusèbe de Césarée, Histoire ecclésiastique, II.23.3-19, IV.8.1-2, IV.11.7, IV.22.1-8, trad. Émile Grapin, Picard, 1905-1913, 3 vol. ; trad. Gustave Bardy, Cerf, coll. "Sources chrétiennes", 1952-1960, 4 vol.

### Études
- Niels Hyldahl, "Hegesipps Hypomnemata", Studia Theologica, vol. XIV (1960), p. 70-113.
- Berndt Gustafsson, "Hegesippus' Sources and his Reliability", Studia Patristica, vol. III (1961), p. 227-232.
- Xavier Levieils, "Étude historique du récit d'Hégésippe sur la comparution des petits-fils de Jude devant Domitien", Revue des études juives, vol. CLXXIII, n° 3-4 (2014), p. 297-323.